# Белая пряжка
«Белая пряжка» (чеш. Bílá spona) — чехословацкий чёрно-белый художественный фильм 1960 года, созданный режиссёром Мартином Фричем на студии «Баррандов».
Премьера фильма состоялась 2 июня 1961 года.

## Сюжет
Детективная история о разоблачении крупной банды грабителей работниками чехословацкой милиции.
Охранники железной дороги сообщили в службу безопасности о краже товаров из вагона, готового к разгрузке на станции. Кража произошла ночью и на момент совершения преступления, как установлено, только машина скорой помощи проезжала по близлежащим путям. Следователи, капитан Хладек и поручики Бурда и Янда, вскоре обнаруживают, что ни одна из машин скорой помощи не должна была находиться рядом со станцией.
Вскоре был ограблен универмаг «Астра». Подозрительный грузовик, стоявший ночью возле «Астры», утром был обнаружен разбитым, с убитым водителем  — Яном Некола. Лейтенант Янда вскоре с ужасом узнает, что его младший брат Павел был знакомым убитого, у которого была обнаружена фотография женщины с обращённым от объектива лицом и со странной белой пряжкой в волосах. Павел провёл предыдущий вечер с Неколовым и своей девушкой Властой в танцевальном кафе.
Следователи усердно работают над раскрытием преступления и обнаружением банды, которая похитила товары и инсценировала ограбление в «Астре», где работали некоторые из её членов. В финальной схватке с грабителями капитан Хладек получает ранение.

## В ролях
- Милан Голубар — поручик Бурда (дублировал — Алексей Генесин)
- Павла Маршалкова — Яндова, мать Иржи и Павла (дублировала — Вера Шершнёва)
- Ян Поган — поручик Иржи Янда (дублировал — Игорь Кириллов)
- Йосеф Пригода — работник очистных сооружений
- Йосеф Винкларж — поручик Карел Бурда
- Честмир Ржанда — капитан Хладек (дублировал — Алексей Задачин)
- Вацлав Томшовский — Павел Янда (дублировал — Рудольф Панков)
- Богумил Шварц ст. — директор универмага (дублировал — Роберт Чумак)
- Ярмила Смейкалова — Мария Гор, руководитель отдела в «Astra» (дублировала — Галина Водяницкая)
- Радослав Брзобогаты — водитель Ян Некола
- Лубомир Костелка — кладовщик Визнер
- Блажена Крамешова — Власта Жикова, продавщица, девушка Павла (дублировала — Зоя Толбузина)
- Илона Кубаскова — Благова, домработница (дублировала — Ирина Чувелёва)
- Олдржих Новый — Горак (дублировал — Алексей Кельберер)
- Нина Попеликова — Тафлова
- Блажена Славичкова — Маринка
- Арношт Фалтынек — железнодорожник
- Владимир Лераус — доктор
- Йозеф Штайгль — Киндл
- Богуш Градил —  торговец антиквариатом
- Ирина Била — клиентка
- Людмила Беднарова — Лида